# Ole Christensen
Ole Christensen, né le 7 mai 1955 à Pandrup (localité aujourd'hui intégrée dans Jammerbugt), est un député européen danois membre de la Social-démocratie. 
Il fait partie du groupe de l'Alliance progressiste des socialistes et démocrates au Parlement européen. Il est membre de la commission de l'emploi et des affaires sociales.